# Weerspreuk
Een weerspreuk is een gezegde of spreekwoord over het weer. Veel weerspreuken zijn een voorbeeld van volkswijsheid of volksgeloof en niet wetenschappelijk bewezen. In spreuken over het weer op de korte termijn en spreuken over het weer in een vaste periode van het jaar zit dikwijls een kern van waarheid, terwijl voorspellingen voor de lange termijn doorgaans onjuist zijn. Bij merkeldagen horen ook bepaalde weerspreuken.
Voorbeelden van weerspreuken zijn:
- In januari veel verdronken land, is goed voor ganzen maar slecht voor de boerenstand.
- Februari muggendans, geeft maart een slechte kans.
- Niet te droog, niet te nat, dan vult maart een duchtig vat.
- Aprilletje zoet geeft nog weleens een witte hoed.
- Als het dondert in mei, zit er dikwijls hagel bij.
- In juni dondergevaar betekent een vruchtbaar jaar.
- Mistsluiers in de vroege nacht geven julidagen in volle pracht.
- In de oogstmaand veel dauw, dan blijft de hemel schoon en blauw.
- Als in september de donder knalt, met Kerstmis sneeuw met hopen valt.
- Blinkt oktober in zonnegoud, de winter volgt dan snel en koud.
- November met veel kille vlagen brengt kou, reuma en andere plagen.
- December vol met mist, goud in de kist.

## Varia
Er bestaan ook persiflages op weerspreuken om met de voorspellende werking als een vorm van bijgeloof de draak te steken:
- Als het regent in september, valt Kerstmis in december
- Bij regen in mei, is april voorbij